# Baureihe 261
De Baureihe 261 en (260) van Voith type Gravita 10BB is een dieselhydraulische locomotief bestemd voor het goederenvervoer van DB Schenker Rail.

## Geschiedenis
De locomotieven van Voith Turbo Lokomotivtechnik (VTL) uit de serie Gravita werd in 2008 aangekondigd. Deze locomotief wordt in eerste instantie voor de rangeerdienst in vijf verschillende sterktes aangeboden. In januari 2014 werd de productie van locomotieven door Voith Turbo Lokomotivtechnik beëindigd.
- 5 B: vermogen 400 kW, gewicht 60-80 ton (tweeassig)
- 5 C: vermogen 400 kW, gewicht 60-80 ton (drieassig)
- 10 BB: vermogen 1000 kW, gewicht 76-100 ton (vierassig)
- 15 BB: vermogen 1500 kW, gewicht 80-90 ton (vierassig)
- 20 BB: vermogen 2200 kW, gewicht 84-88 ton (vierassig)

De locomotieven voor DB Schenker Rail zijn van het type Gravita 10BB en aangepast aan de eisen van DB Schenker Rail. Deze locomotieven vervangen oudere locomotieven van de serie 290-296.
De locomotieven van de Baureihe 260 worden onder meer door DB Schenker Rail van Northrail GmbH gehuurd.

## Constructie en techniek
De locomotief heeft een stalen frame. De tractie-installatie is uitgerust met een hydraulische versnellingsbak die door aandrijfassen verbonden is met beide draaistellen en daarbij de assen aandrijft.

### Nummers
Bij de bouw van de eerste tien prototypen, als serie 260 oorspronkelijk bestemd voor DB Schenker Rail, werden aan Northrail GmbH, Hamburg, geleverd.
Deze locomotieven worden door DB Schenker Rail gehuurd van Northrail GmbH.

## Treindiensten
De eerste locomotieven zijn door DB Schenker Rail ingezet op het rangeerterrein Maschen bij Hamburg.
Deze locomotieven worden in de toekomst door DB Schenker Rail onder meer ingezet in Duitsland, Duitsland/Nederland en in Duitsland/Frankrijk.

## Foto's

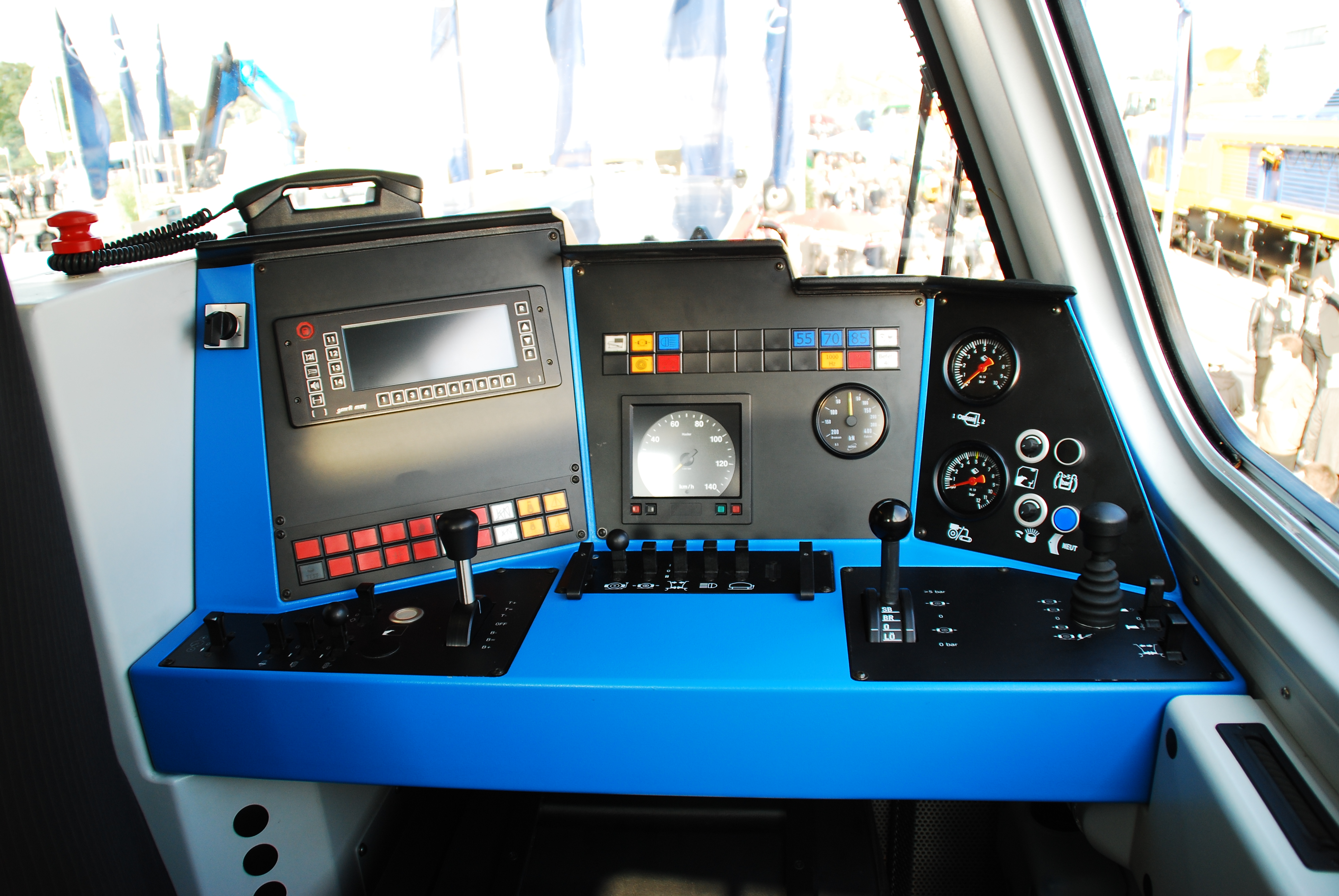
Stuurstand

In dit overzicht staan eveneens treinen van de Deutsche Bundesbahn (DB) en van de Deutsche Reichsbahn (DR)